# 鄧圻
鄧圻（15世紀—15世紀），字永圻，江西南昌府奉新縣上坊人，明朝政治人物。

## 生平
鄧圻是正統九年（1444年）甲子科江西鄉試舉人，授昆陽州知州，昆陽州位處邊疆，瑤族壯族人雜處，州本無城垣，異族人每每暗中偷襲，鄧圻捐俸建城，又嚴設武備，訓練鄉勇，令異族人畏懼，在其任內不敢入侵，昆陽人都感謝他，入祀名宦祠。

## 引用
1. 1 2  同治《奉新縣志·卷九·人物志二 舉人》：明……正統九年甲子 鄧圻字永圻，上坊人，官昆陽知州，昆陽僻在邊徼，猺獞雜處，舊無城垣，猺每乘以竊發，圻捐俸建築，樓櫓畢具，又嚴設武備，訓練鄉勇，猺畏之，終圻任不敢犯，昆民德之，祀於名宦。